# Inza
Inza (en russe : Инза) est une ville de l'oblast d'Oulianovsk, en Russie, et le siège administratif du raïon d'Inza. Sa population s'élevait à 16 293 habitants en 2021.

## Géographie
Inza est située à la confluence de l'Inza (affluent de la Soura) et de la Siouksioumka et se trouve à 145 km — 167 km par la route — à l'est d'Oulianovsk.

## Galerie

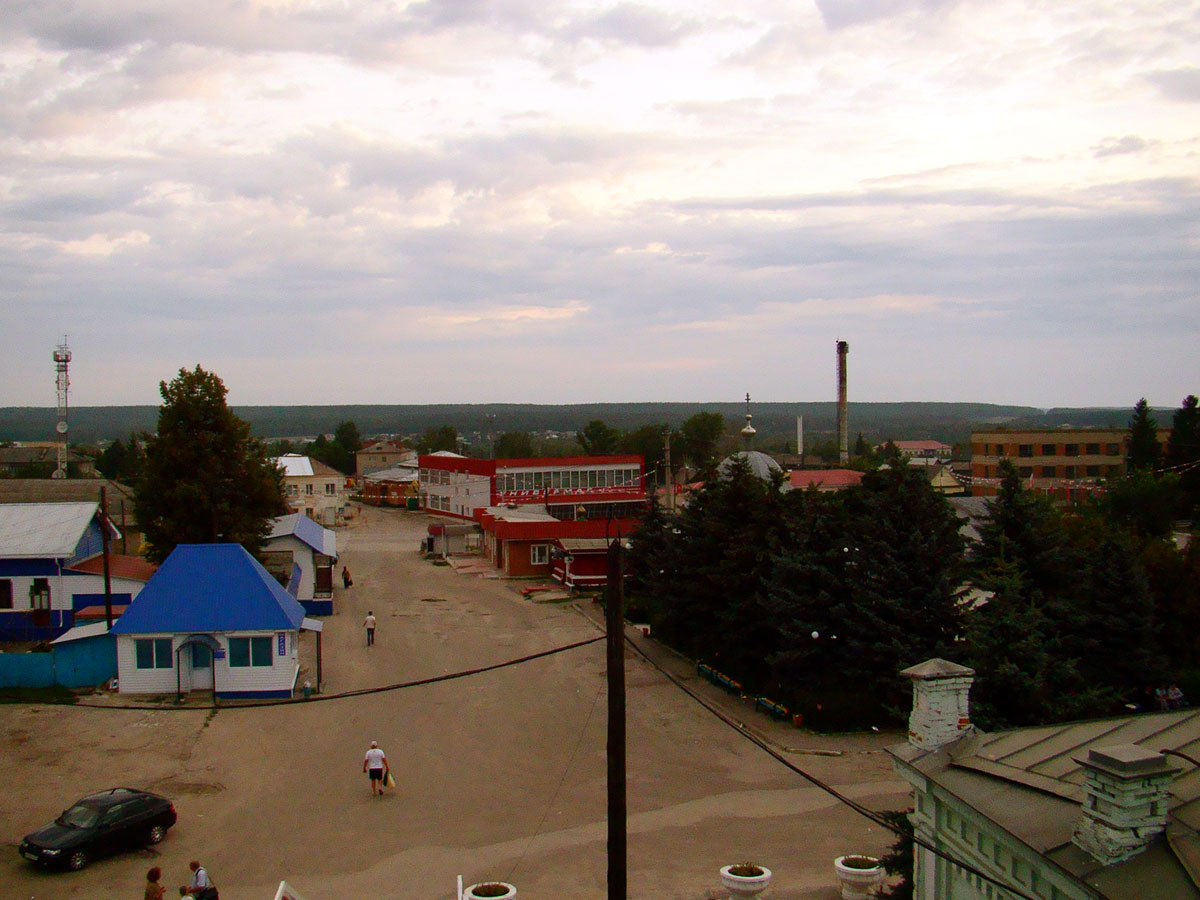
Vue d'Inza.
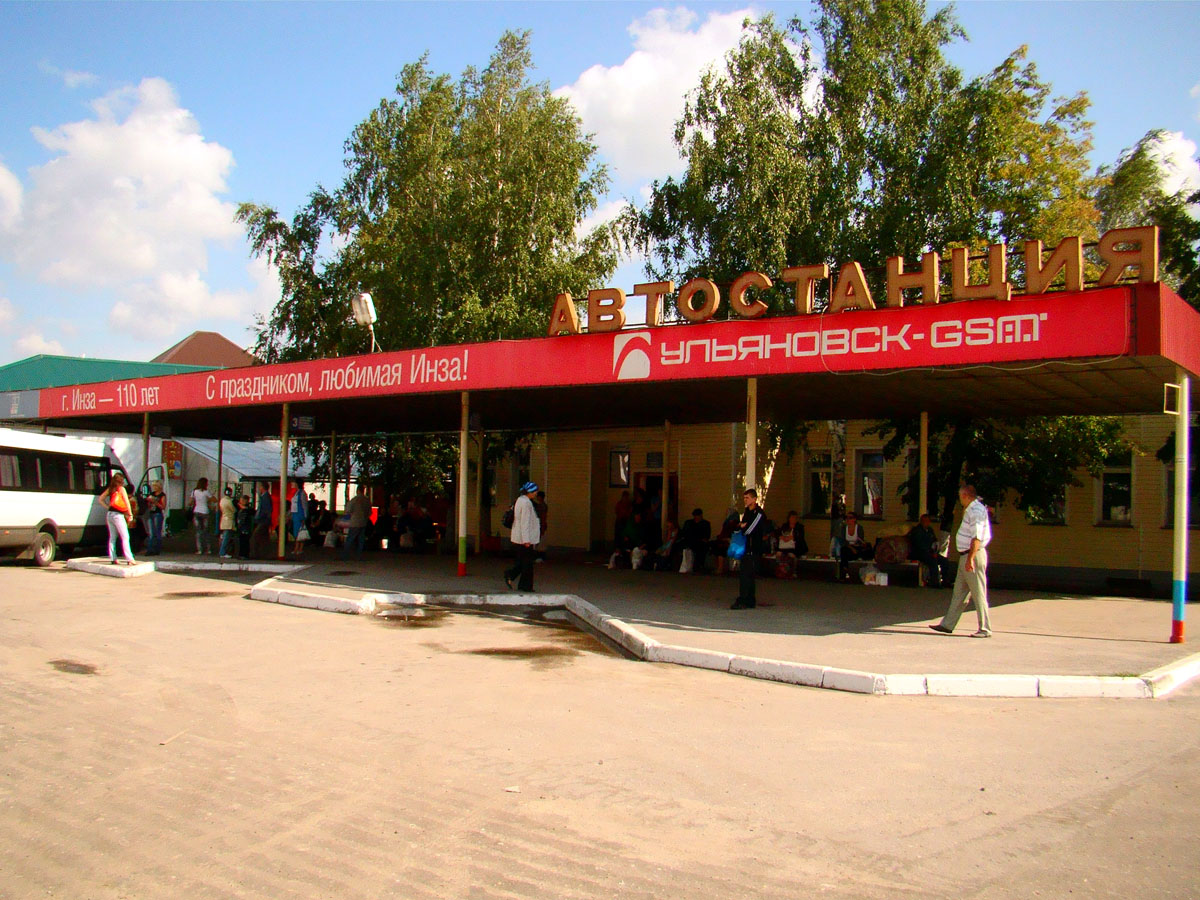
Gare routière.

## Histoire
L'origine d'Inza remonte à la construction, en 1897, d'une gare de chemin de fer qui prend le nom de la rivière voisine. En 1926, Inza devient un centre administratif de raïon et accède au statut de commune urbaine en 1928. En 1946, elle obtient le statut de ville. Inza est un important nœud ferroviaire.

## Population
Au cours des années 1990, la situation démographique d'Inza s'est fortement détériorée. En 2001, le solde naturel accusait un inquiétant déficit de 9,3 pour mille, avec un taux de natalité particulièrement faible (7,3 pour mille), et un taux de mortalité très élevé (16,6 pour mille).
Recensements (*) ou estimations de la population
| 1931  | 1939*  | 1959*  | 1970*  | 1979*  | 1989*  |
| ----- | ------ | ------ | ------ | ------ | ------ |
| 4 500 | 14 237 | 18 612 | 19 060 | 20 320 | 23 509 |

| 2002*  | 2010*  | 2012   | 2013   | 2014   | 2017   |
| ------ | ------ | ------ | ------ | ------ | ------ |
| 20 288 | 18 803 | 18 564 | 18 395 | 18 127 | 17 714 |

| 2021   | - | - | - | - | - |
| ------ | - | - | - | - | - |
| 16 293 | - | - | - | - | - |